# Extremo Oeste Baiano
Extremo Oeste Baiano is een van de zeven mesoregio's van de Braziliaanse deelstaat Bahia. Zij grenst aan de deelstaten Minas Gerais in het zuiden, Goiás in het zuidwesten, Tocantins in het noordwesten en Piauí in het noorden en de mesoregio Vale São Francisco da Bahia in het oosten. De mesoregio heeft een oppervlakte van ca. 116.787 km². Midden 2004 werd het inwoneraantal geschat op 519.058.
Drie microregio's behoren tot deze mesoregio:
- Barreiras
- Cotegipe
- Santa Maria da Vitória

Mesoregio's: Centro-Norte Baiano · Centro-Sul Baiano · Extremo Oeste Baiano · Metropolitana de Salvador · Nordeste Baiano · Sul Baiano · Vale São-Franciscano da Bahia

Microregio's: Alagoinhas · Barra · Barreiras · Bom Jesus da Lapa · Boquira · Brumado · Catu · Cotegipe · Entre Rios · Euclides da Cunha · Feira de Santana · Guanambi · Ilhéus-Itabuna · Irecê · Itaberaba · Itapetinga · Jacobina · Jequié · Jeremoabo · Juazeiro · Livramento do Brumado · Paulo Afonso · Porto Seguro · Ribeira do Pombal · Salvador · Santa Maria da Vitória · Santo Antônio de Jesus · Seabra · Senhor do Bonfim · Serrinha · Valença · Vitória da Conquista